# دانشگاه بردلی
دانشگاه بردلی (به انگلیسی: Bradley University) یک دانشگاه مستقل، خصوصی و مستقل است که در «پیوریا» در ایالت «ایلینوی» قرار دارد. تعداد دانشجویانی که در این دانشگاه در حال حاضر مشغول تحصیل هستند بالغ بر ۶۰۰۰ نفر می‌باشد.
دانشگاه در سال ۱۸۹۷ توسط «لیندا ماس بردلی» برای یادبود همسرش «توبیا» و فرزندش، تأسیس گردید و در ابتدا نام آن «مؤسسه پلی‌تکنیک بردلی» بود.
در سال ۱۹۲۰ مؤسسه تبدیل به کالج چهارساله شد و متعاقب آن یعنی در سال ۱۹۴۶ تبدیل به دانشگاه گردید.

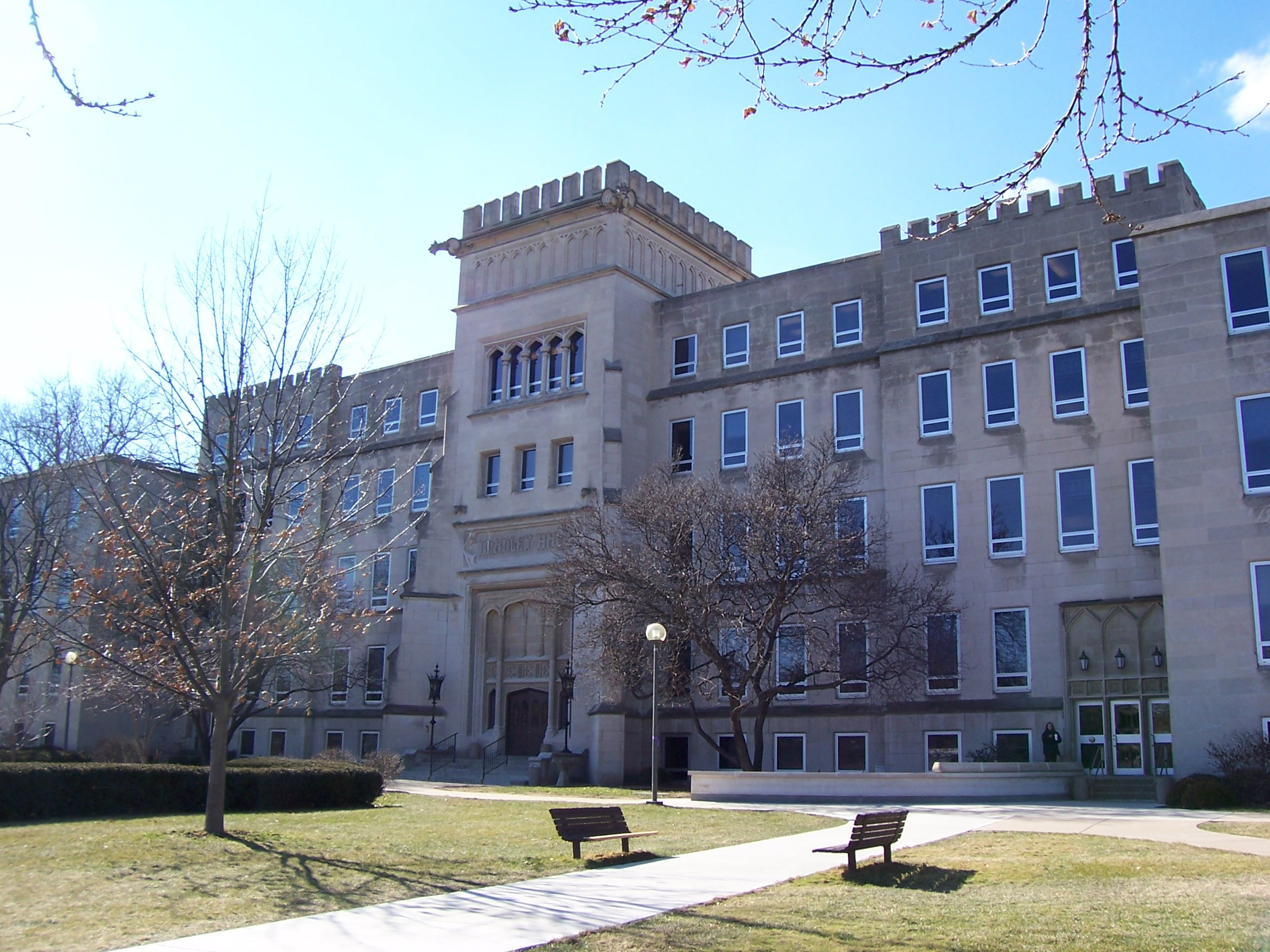
ساختمان «بردلی» از اولین ساختمانهای ساخته شدهٔ دانشگاه

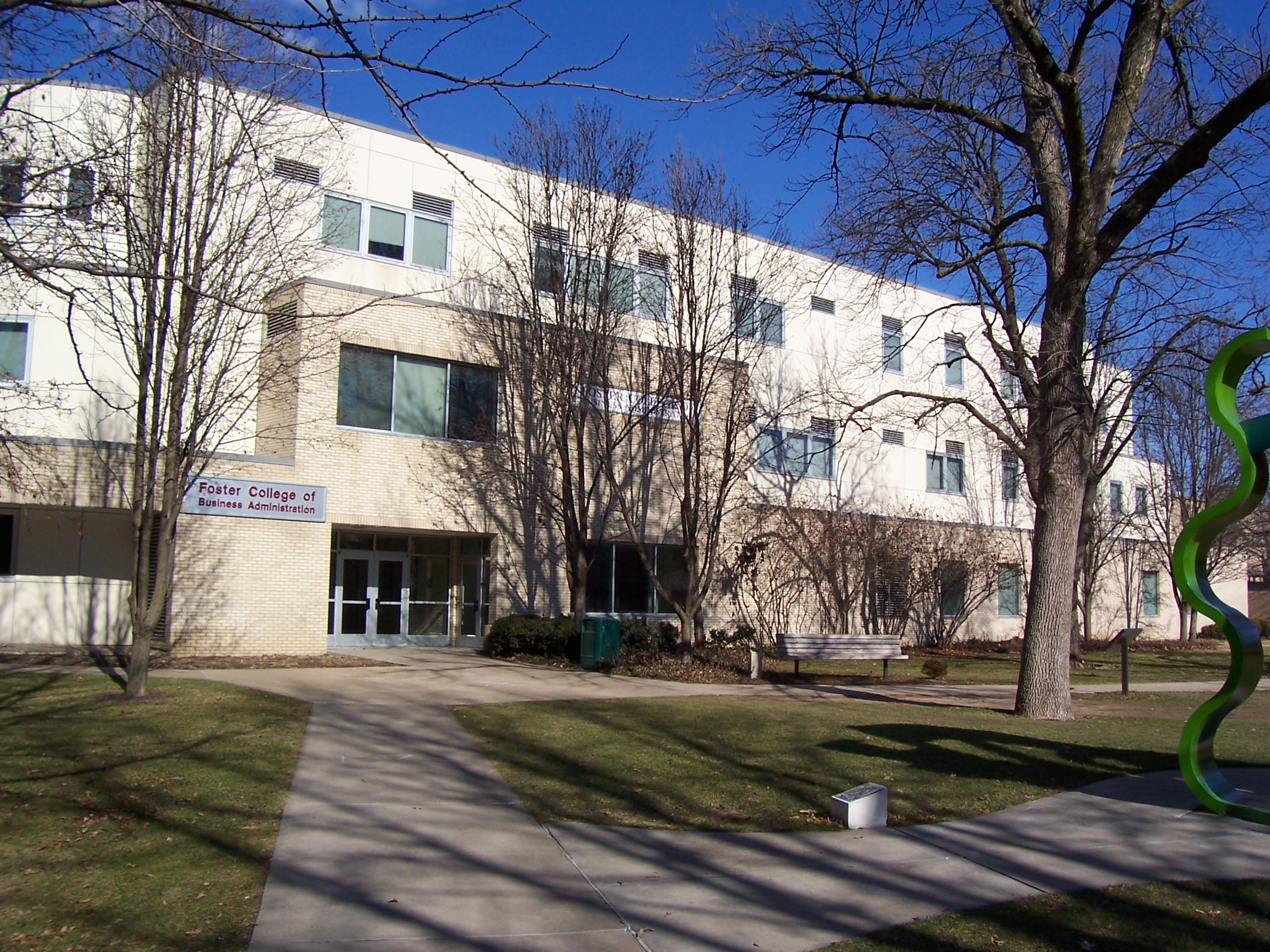
ساختمان «بیکر»